# Lunar Maria
「Lunar Maria」（ルナ・マリア）は、小野大輔の6枚目のシングル。2012年9月26日にLantisから発売された。

## 概要
前作「DELIGHT」から約1年ぶりのリリースとなるシングル。表題曲「Lunar Maria」は、PSP用ソフト『神々の悪戯』の主題歌に起用された。販売形態はCD+DVDの仕様で、DVDには表題曲のPVが収録されたDVDが同梱されている。なおディスクジャケットとPVは西洋の髪を思わせている。

## チャート成績
2012年10月8日付のオリコン週間シングルチャートで9位を獲得。初動売上は0.9万枚を記録し、前作から約0.2万枚減少した。小野のシングルの週間チャートTOP10入りは前々作「熱烈ANSWER」以来2作ぶり。
オリコンデイリーチャートでは、9月25日、9月27日付で7位、9月26日、28日付で最高位の6位、9月29日付で8位を獲得した。
2012年10月8日付のBillboard JAPAN HOT 100で62位、Billboard JAPAN Hot Singles Salesで7位、Billboard Hot Animationで5位を獲得した。
2012年9月24日から9月30日調査分のサウンドスキャンの週間シングルCDソフトTOP20では7位を獲得した。

## 批評
HotShotDiscsの武川春奈は、「妖艶な世界観の中で小野大輔のハンサムボイスが華麗に舞う、大人の色気たっぷりの楽曲」と評した。

## 収録曲
1. Lunar Maria [4:30]
作詞・作曲：上松範康、編曲：菊田大介
PSP用ソフト『神々の悪戯』オープニング主題歌
スペイン風の弦の音色とに日本的な旋律とが組み合わさった無国籍なイメージの楽曲になっており、小野も「お釈迦様の手のひらで泳がされるちっぽけな男のイメージ」と述べている[1]。
上松との話し合いでは小野の携帯の着信音が鳴るというハプニングがあったが、このおかげで後日スタジオに行った際に新たなメロディが書き加えられる事を知った[1]。
2. 暁の轍 [5:22]
作詞：小野大輔、作曲・編曲：藤間仁
PSP用ソフト『神々の悪戯』エンディング主題歌
3. Lunar Maria （Instrumental）
4. 暁の轍 （Instrumental）

DVD
1. Lunar Maria Music Clip